# Đớp ruồi vàng
Ficedula zanthopygia là một loài chim trong họ Muscicapidae.

## Hình ảnh

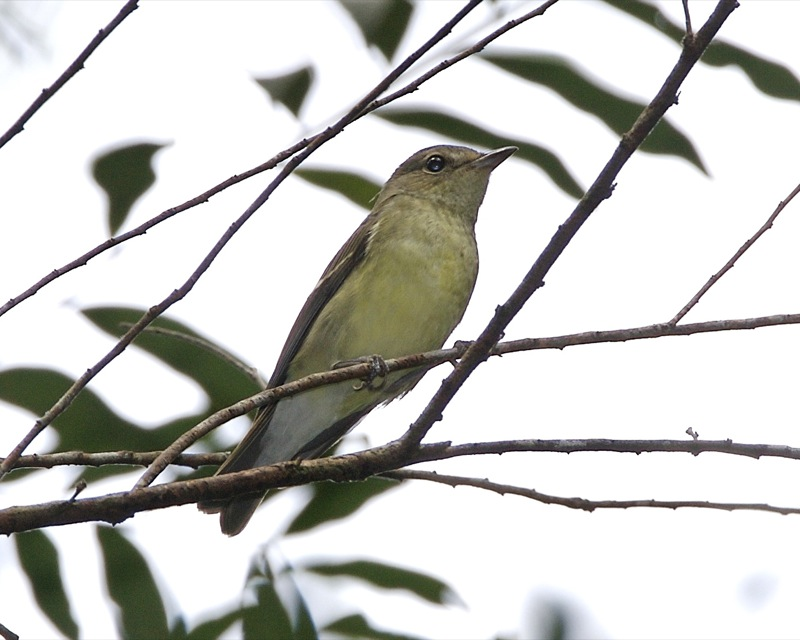
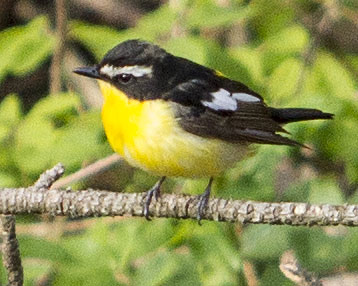

## Tham khảo

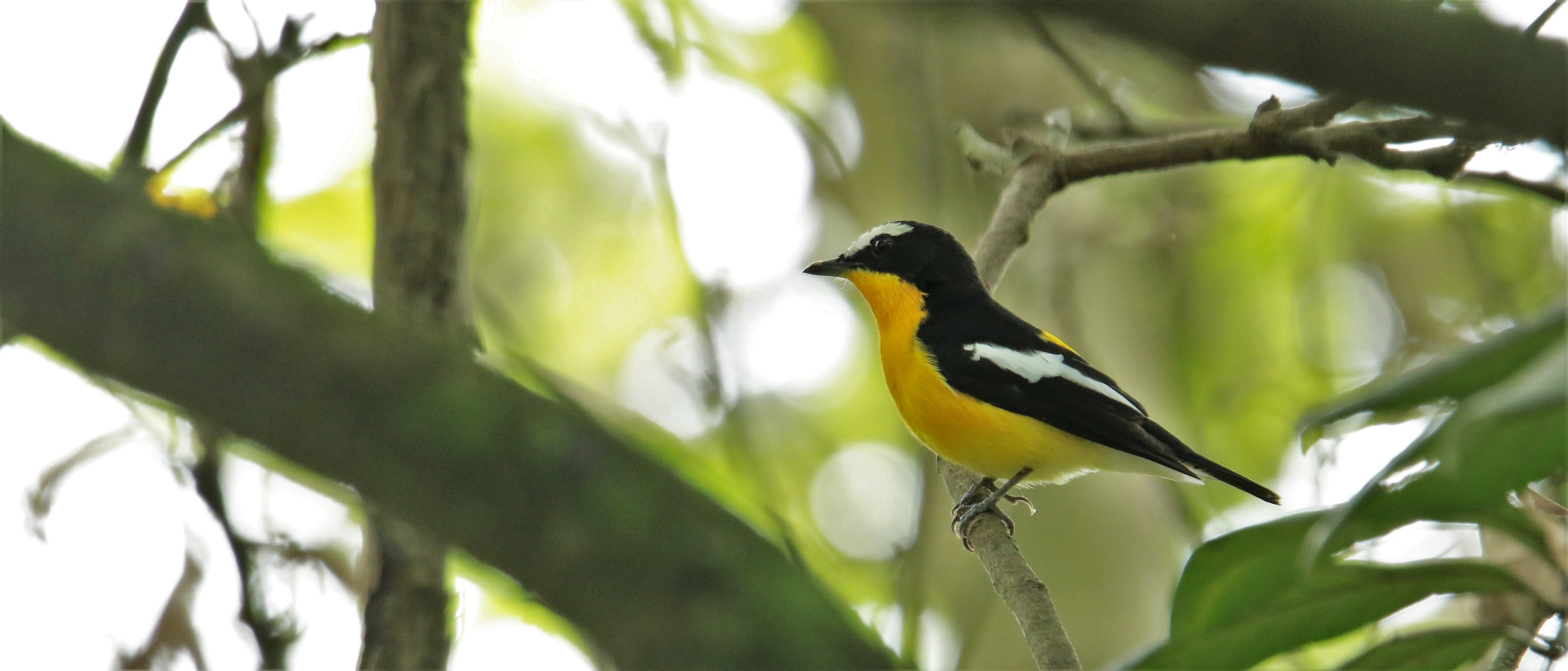
Đớp ruồi vàng

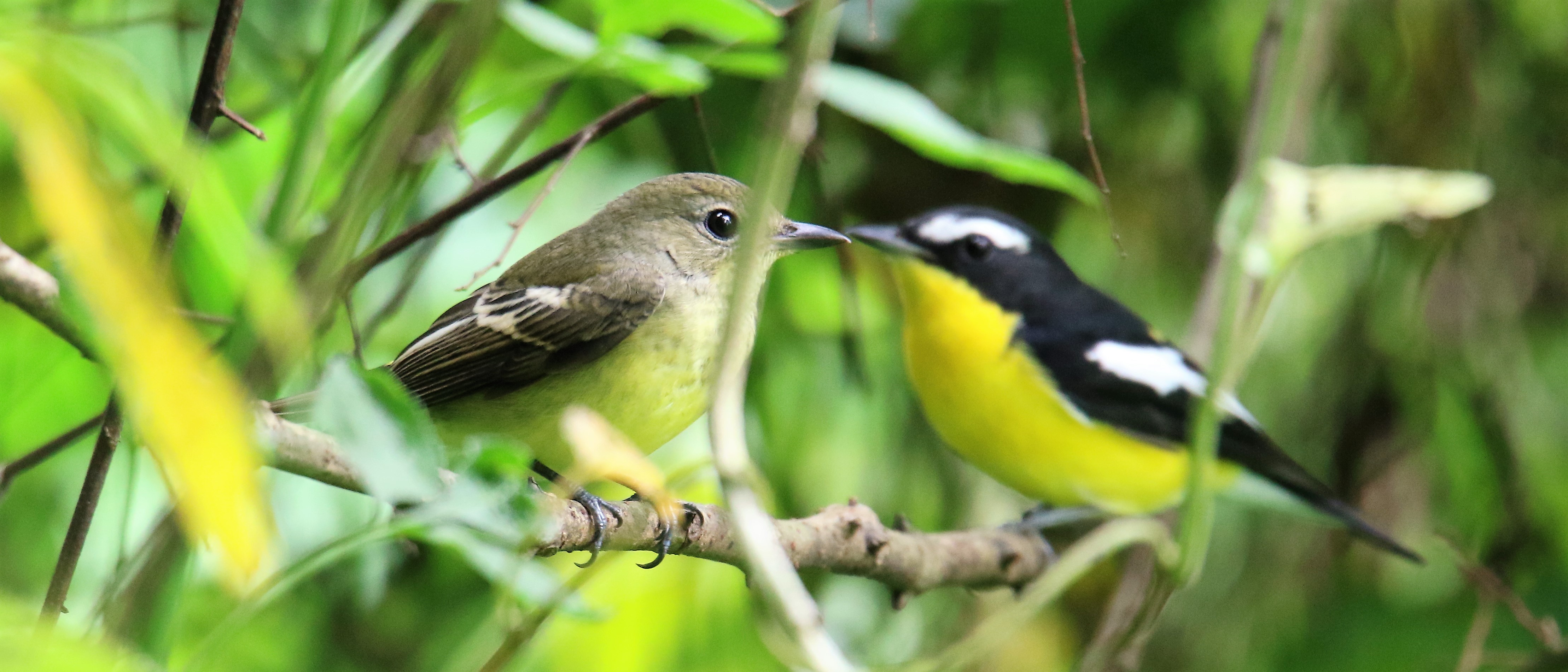
Một đôi đớp ruồi vàng tại Hà Nội 09/2019